# Médaille de l'Aéronautique
La Médaille de l'Aéronautique (Medaglia dell'Aeronautica) è una medaglia di merito concessa dalla Repubblica francese.

## Storia
La medaglia venne istituita ufficialmente il 14 febbraio 1945 con l'intento di ricompensare quanti, militari e civili, si fossero distinti nel campo dell'aeronautica (non l'equipaggio di condotta). Una prima idea della fondazione di questa medaglia era già balenata nel 1939, ma venne presto abbandonata. Successivamente dei decreti del 1950 e del 1956 ne regolamentarono maggiormente la concessione.
Al 1º gennaio 2003 si è calcolato che circa 18.000 medaglie sono state concesse dall'istituzione della decorazione.
Tra gli insigniti notabili vi è anche l'ex presidente francese Jacques Chirac.

## Insegne
- La medaglia una placchetta piatta di forma rettangolare in smalto dorato sormontata da una superficie rossa vitre all'interno della quel si trovano, in oro, il volto della Marianna rivolta verso sinistra e sotto di lei la scritta "HONNEUR ET PATRIE". La medaglia è sostenuta al nastro tramite due ali spiegate con al centro una stella a cinque punte, il tutto in oro, simbolo dell'aeronautica.
- Il nastro era completamente blu.